# Francisco Ramírez Villarreal
Lic. Francisco Ramírez Villarreal (Saltillo, Coahuila, México, 23 de febrero de 1890 - Ciudad de México, 16 de enero de 1982) fue un político mexicano, diputado constituyente de 1917 y gobernador de Colima.

## Nacimiento y estudios
Nació en Saltillo el 23 de febrero de 1890 y lo registraron en la Ciudad de Monterrey, Nuevo León el 25 de diciembre de 1891. Fue hijo de Bartolomé Ramírez Anguiano (Bartolomé fue hijo de Francisco Ramírez Barrera y María Victoriana Anguiano Aguilar) y de María de Jesús Villarreal Villarreal (María de Jesús fue hija de Januario Francisco Villarreal Treviño y de Natividad Villarreal de la Garza), Estudio leyes y se tituló como abogado en Coahuila.

## Trayectoria profesional
En 1913 se une a Carranza en su movimiento carrancista y es parte del movimiento revolucionario constitucionalista. Ocupa el puesto de jefe del Departamento de Gobernación en Monterrey, así como secretario de Gobierno en San Luis Potosí y es parte de las huestes del general Manuel M Diéguez. Cuando los constitucionalistas toman Tepic, Guadalajara, Colima y Manzanillo estuvo presente. En 1915 es parte del de gobierno del general Juan José Ríos en Colima donde sirve como secretario general de Gobierno y a quién sustituyó en dos ocasiones (22 de enero de 1916 a 30 de enero de 1916 y 10 de junio de 1916 a 19 de junio de 1916). También sustituyó temporalmente como gobernador a Miguel Álvarez García el 11 de mayo de 1920 al 1 de junio de 1920.
El Diario de Colima en sus Viñetas de Provincia menciona al lic. Ramírez Villarreal don Manuel Sánchez comenta acerca del licenciado: “fue su secretario de Gobierno el licenciado Francisco Ramírez Villarreal, talentoso, cordial, simpático y, desde un punto de vista profesional, un jurista muy destacado”.
El Diario de Colima hace una reseña de una intervención que Ramírez Villarreal hizo: El periódico Diario de Colima en sus Viñetas de Provincia en una denominada "Intervención Salvadora" publicada el 4 de octubre de 1959, se comenta como un sujeto endeudado trato de fusilar al dueño de un negocio que se encontraba en la esquina Sureste de las calles Filomeno Medina y Guerrero, frente a la pila de La Sangre de Cristo. El dueño del negocio, don Pablo Silva García fue tomado sin darle oportunidad de defenderse y sería fusilado el siguiente día. El lic. Ramírez Villarreal en ese entonces secretario general de Juan José Ríos el gobernador de Colima, interviene en el caso y se reporta el intercambio entre el gobernador y jefe del ejército que quería fusilar a don Pablo:
-¿Por qué quiere usted fusilar al señor Silva?
-¡Porque es villista, mi general!
-¿Le consta a usted que lo sea?
-No, pero tiene cara...
-Pues ahora mismo lo pondrá usted en libertad absoluta y ordene que lo dejen en paz. Y entienda usted bien esto: de aquí en adelante, usted no fusila a nadie. Si llega a tener conocimientos de que alguien
está con el enemigo, me lo avisa a mí, que para eso estoy en este lugar. Y ahora retírese y ponga en libertad a don Pablo...
Durante la Revolución Constitucionalista fundó, el periódico "El Baluarte". En ese diario se publican las acciones consitucionalistas que tenían un enfoque en mejorar la condiciones de los campesinos en una reforma agraria, educación, anticlericalismo y protección a los trabajadores.

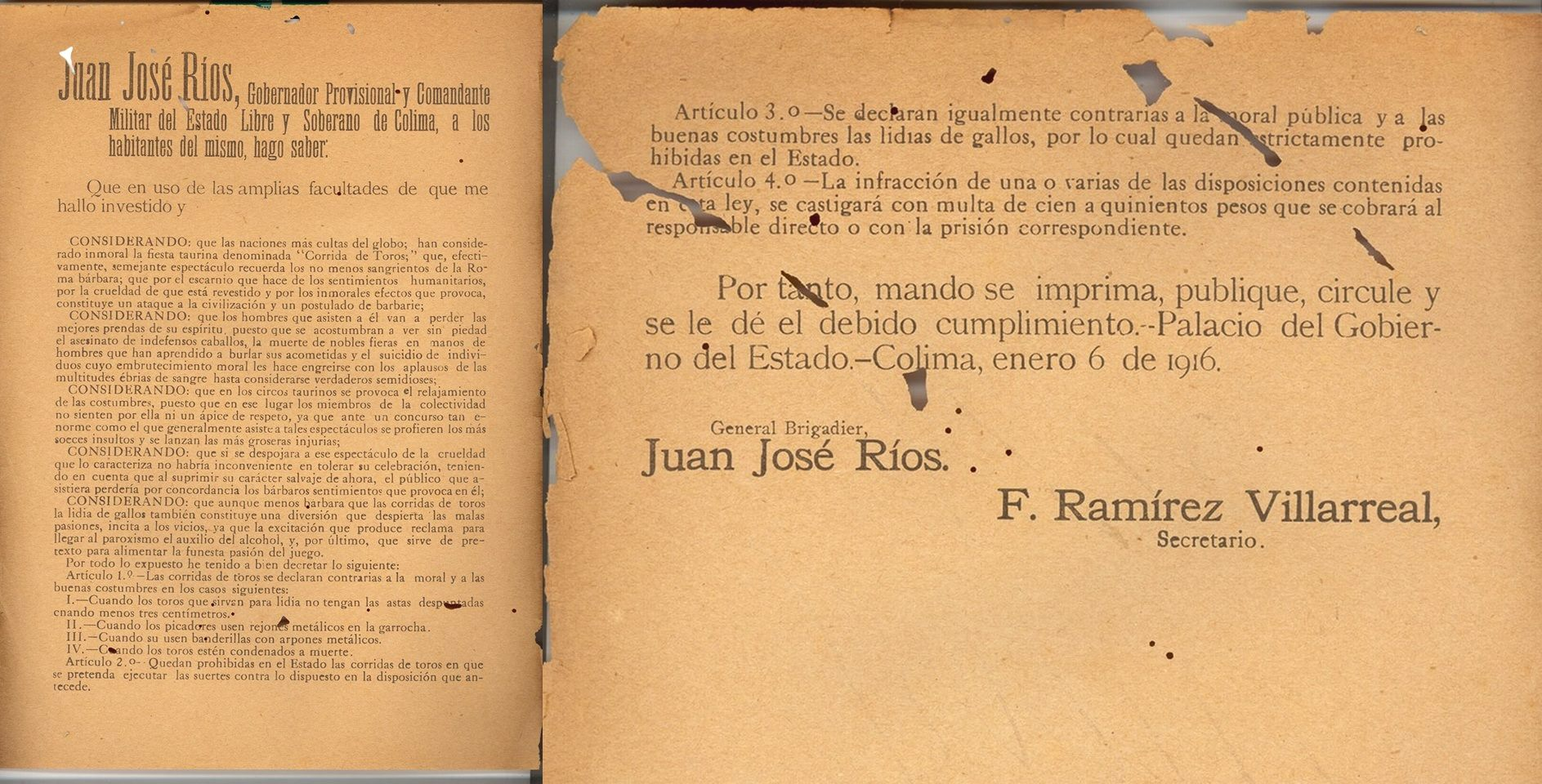
Edicto prohibiendo las corridas de toros y peleas de gallos en Colima.

El 6 de enero de 1916 junto con el gobernador Juan José Ríos prohíben las peleas de gallos y corridas de toros en el estado de Colima.

## Diputado constituyente
En octubre de 1916 empieza su campaña para ser Diputado Constituyente. Gana las votaciones el 22 de octubre de 1916 en contra de un líder local Salvador Saucedo quien trata de disputar las votaciones en la presentación de credenciales en Querétaro. Representó al estado de Colima como diputado Constituyente. Como diputado formó parte de la Comisión de Archivo y Biblioteca junto con los diputados Amador Lozano y Enrique O´Farrill.  Aboga mediante un estudio, para que se le restituyeran las zonas limítrofes de Jalisco y Michoacán, que le pertenecieron anteriormente. Propone agregar a Colima varios municipios de Jalisco y Michoacán presentando evidencias de seguridad pública, políticas, económicas e históricas comentando que él había revisado los archivos históricos para llegar a tales conclusiones.
En uno de los debates del Congreso Constitucional de 1917. Cuando se trató el tema de la libertad de expresión. En la discusión entre la realidad de los medios y el ejercicio de la libertad de prensa. El Lic. Francisco Ramírez Villarreal opinó que no se debería dar tratos especiales ni fueros a periodistas:
"Los delitos de los señores periodistas son todos delitos del orden común. ¿Por qué quieren venir ellos a tratar de convencernos de que son delitos de índole diversa? No, señores, son delitos enteramente de orden común; los delitos de prensa ¿cuáles son? La difamación, muy común por cierto en nuestra prensa, la calumnia, los delitos políticos...
La difamación, la calumnia judicial o extrajudicial y los delitos políticos están previstos y penados por nuestro derecho penal; ¿por qué quieren que se venga a hacer una legislación especial para ellos?...
Si esos delitos, los delitos que pueden cometer los señores periodistas, están previstos y penados por la ley ¿por qué vamos a estatuir un jurado especial, es decir, un juez especial?"
El 16 de abril de 1917 fue nombrado Secretario General de Gobierno del Estado de Nayarit y como tal contribuyó con decretos preconstitucionales para el Estado que acaba de nacer. El Gobernador fue Jesús M. Ferreira. Dejó el cargo el 31 de diciembre de 1917.
Con ideas radicales y Jacobinas se convierte en un contrincante de las ideas de los diputados constituyentes José Natividad Macías y de Félix Fulgencio Palavicini. Durante el congreso se une al grupo que estaba en contra de las drogas, bebidas embriagantes y diversiones violentas (como los toros y el box).
En el tiempo del general Manuel M. Diéguez fue miembro del Estado Mayor, con quien sirvió durante las accione de Ciudad Guzmán, Zapotlán y Cuesta de Sayula en el estado de Jalisco así como en intervenciones en Colima, Tuxpan y Tepic.
Ramírez Villarreal y el general Juan José Ríos redactaron el pensamiento que existe en el monumento a don Benito Juárez que se encuentra en el jardín de su nombre en la ciudad de Colima. Fue director del Diario Oficial de 9 de diciembre de 1932 al 8 de marzo de 1934. Fue gobernador interino de Colima (en 2 ocasiones), procurador de justicia en Nuevo León, Oficial Mayor de la Secretaría de Gobernación el 7 de julio de 1934 y subsecretario de Gobernación a nivel nacionalel 3 de enero de 1935.

## Jubilación y muerte
El 8 de mayo de 1978 el presidente José López Portillo otorga por primera vez la condecoración Miguel Hidalgo en grado de collar al Lic. Ramírez Villarreal junto con otros 5 diputados sobrevivientes del Congreso Constituyente de 1916-1917.
Vivió sus últimos años en Cuernavaca, Morelos, donde prestó sus servicios como corresponsal de diversos periódicos de la ciudad. Fallece el 16 de enero de 1982 a los 91 años en la capital de México
El 5 de marzo de 2014 el presidente Peña Nieto inauguró en Manzanillo Colima, un parque industrial con el nombre del diputado constituyente. En Tecomán, Colima hay una biblioteca pública que fue nombrada en honor al diputado.